# Holger Mahlich
Holger Mahlich (* 6. Dezember 1945 in Weimar) ist ein deutscher Schauspieler sowie Hörspiel- und Synchronsprecher. Daneben arbeitet er als Regisseur für einzelne Produktionen.

## Leben
Holger Mahlich, Sohn der Synchronregisseurin Irene Mahlich und des Produktionschefs der DEFA Hans Mahlich, begann durch seine Mutter bereits mit 5 Jahren, Filme zu synchronisieren. Mahlich, der in einer Internatsschule sein Abitur machte und eigentlich Naturwissenschaften studieren wollte, wurde von einer Laientheatergruppe ins Ensemble aufgenommen, was ihn dazu bewog, von 1964 bis 1968 an der Filmhochschule Potsdam-Babelsberg Schauspiel zu studieren, nachdem er bereits 1962 seinen ersten Auftritt in einer TV-Produktion hatte. Nach dem Studium hatte er Engagements in Potsdam und Karl-Marx-Stadt, ab 1977 dann am Berliner Ensemble. Außerdem spielte er in DEFA-Filmen und Fernsehproduktionen sowie mehrfach in polnischen Kinofilmen.
Nachdem er 1982 mit seiner Frau Micaëla Kreißler in die Bundesrepublik Deutschland übergesiedelt war, spielte er unter anderem am Thalia-Theater in Hamburg sowie in Film- und Fernsehrollen, besonders oft im Hamburger Tatort, wo er vorwiegend verschlagene Rechtsanwälte und aalglatte Gauner darstellte. Außerdem spricht er in den Hörspielserien TKKG und Die drei ??? verschiedene Rollen, in letzterer vor allem die des Inspektor Cotta. Als Regisseur arbeitete er 1998 in Hamburg beim Stück Der Drache und von 2003 bis 2012 bei den Störtebeker-Festspielen. Seit 2014 führt Mahlich Regie bei den Jedermann-Festspielen in Wismar.
Sein Sohn ist der Synchronsprecher und Musiker Leonhard Mahlich.

## Filmografie (Auswahl)
- 1962: Wind von vorn
- 1966: Bumerang
- 1966: Jahrgang 45
- 1968: Spur des Falken
- 1968: Mord am Montag
- 1969: Weiße Wölfe
- 1969: St. Urban
- 1970: Der Major im Visier (Pułapka)
- 1970: Wir kaufen eine Feuerwehr
- 1971: Osceola
- 1971: Husaren in Berlin
- 1972: Die gestohlene Schlacht
- 1972: Eolomea
- 1972: Das Geheimnis der Anden (TV)
- 1973: Stülpner-Legende (TV)
- 1975: Das unsichtbare Visier
- 1976: Trini
- 1977: Ein Katzensprung
- 1979: Des Henkers Bruder
- 1980: Das Todesurteil (Wyrok śmierci)
- 1980: Blaue Pferde auf rotem Gras (Theateraufzeichnung)
- 1982: Polizeiruf 110 – Schranken (TV-Reihe)
- 1982: Familie Rechlin (TV-Zweiteiler)
- 1982: Der Prinz hinter den sieben Meeren
- 1983: Tatort – Wenn alle Brünnlein fließen (Fernsehreihe)
- 1986: Tatort – Leiche im Keller
- 1986: Stammheim
- 1988: Fifty-Fifty
- 1988: Tatort – Pleitegeier
- 1990: Tatort – Zeitzünder
- 1991: Tatort – Wer zweimal stirbt
- 1992: Tatort – Stoevers Fall
- 1995: Tatort – Tödliche Freundschaft
- 1996: Nicht von schlechten Eltern (Fernsehserie)
- 1997: Tatort – Ausgespielt
- 1997: Bella Block: Geldgier
- 1997: Der Hauptmann von Köpenick (TV)
- 1997: Alarm für Cobra 11 – Die Autobahnpolizei (Folge: Ausgesetzt)
- 1998: Tatort – Arme Püppi
- 1998: Adelheid und ihre Mörder (Fernsehserie, Hochzeitsnacht im Sarg)
- 1999: Verratene Freundschaft – Ein Mann wird zur Gefahr
- 2000: Vor Sonnenuntergang
- 2002: Polizeiruf 110 – Memory
- 2002: Das Duo – Tod am Strand
- 2002: Sophiiiie!
- 2005: Tatort – Am Abgrund
- 2007: Wilsberg: Unter Anklage (TV)
- 2007: Adelheid und ihre Mörder (Fernsehserie, Berufsrisiko)
- 2012: Flemming – Staatsbesuch (TV)
- 2015: Zweimal lebenslänglich

Daneben spielte er in vielen deutschen TV-Serien mit. Mehrere Auftritte hatte er in Der Landarzt, Großstadtrevier und Nicht von schlechten Eltern.

## Theater
- 1968: Friedrich Wolf: Die Matrosen von Cattaro (Jerko Sisgiric) – Regie: Peter Kupke (Hans Otto Theater Potsdam)
- 1968: Karl Mickel: Nausikaa (Euryalos) – Regie: Peter Kupke (Hans Otto Theater Potsdam)
- 1970: Johann Wolfgang von Goethe in der Bearbeitung von Friedrich Schiller: Egmont (Machiavell) – Regie: Peter Kupke (Hans Otto Theater Potsdam)
- 1974: Alfred Matusche: An beiden Ufern – Regie: Rolf Winkelgrund  (Hans Otto Theater Potsdam)
- 1978: Bertolt Brecht: Mutter Courage und ihre Kinder (Eilief) – Regie: Peter Kupke (Berliner Ensemble)
- 1979: Volker Braun: Großer Frieden – Regie: Manfred Wekwerth/Joachim Tenschert (Berliner Ensemble)
- 1980: Michail Filippowitsch Schatrow: Blaue Pferde auf rotem Gras (Dr. Obuch) – Regie: Christoph Schroth (Berliner Ensemble)
- 1980: William Shakespeare: Der Widerspenstigen Zähmung (Lucentio) – Regie: Christoph Brück/Wolf Bunge (Berliner Ensemble)
- 1981: Bertolt Brecht: Mann ist Mann (Jip) – Regie: Konrad Zschiedrich (Berliner Ensemble)

## Synchronisationen (Auswahl)

### Filme
- 1976: Tschorobek Dumanajew als Kulubek in Der weiße Dampfer
- 1981: Waleri Barinow als Kossorgin in Zwei Zeilen, kleingedruckt
- 1996: Ed Harris als Jim Lassiter in Erbarmungslos und gefährlich
- 2013: Ed Harris als Mission Control in Gravity

### Serien
- 1977: Ottó Szabó als Schnuffi in Adolars phantastische Abenteuer
- 1986–2004: Jerry ver Dorn als Ross Marler in Springfield Story
- Xander Berkeley als George Mason in 24
- Patrick Macnee als John Steed in Mit Schirm, Charme und Melone (Staffel 1–3)
- Zach Galifianakis als Felix Fischoeder in Bob’s Burgers
- Duncan/Man-At-Arms in Masters of the Universe – Revelation (Fernsehserie, Stimme)

### Videospiele
- 1998: Dark Project: Der Meisterdieb als Dieb
- 1998: Ein Fall für TKKG 2 – Tödliche Schokolade als Tony Blender und Kommissar Glockner
- 1999: Ein Fall für TKKG 4 – Das Rätsel der Villa Drachenkralle als Bodybuilder Bert
- 1999: System Shock 2 (PC) als Capt. William Bedford Diego und Dr. Marc Miller
- 2000: Ein Fall für TKKG 6 – Der Fälscherbande auf der Spur als Kommissar Glockner
- 2000: Ein Fall für TKKG 7 – Wer stoppt den Feuerteufel? als Kommissar Glockner
- 2000: The Longest Journey als Pater Raul und Agent der Neuerer
- 2000: Command & Conquer: Alarmstufe Rot 2 (PC) als Alexander Romanov
- 2001: Star Wars: Rogue Squadron II – Rogue Leader als Darth Vader
- 2001: Star Wars: Galactic Battlegrounds als Darth Vader
- 2002: Command & Conquer: Renegade (PC) als General Adam Locke
- 2003: Indiana Jones und die Legende der Kaisergruft als Marschall Kai Ti Chan
- 2003: Deus Ex: Invisible War als Ordensmitglied
- 2003: Star Wars: Knights of the Old Republic (PC, Xbox) als Darth Malak
- 2004: Harry Potter und der Gefangene von Askaban (PC, PS2) als Remus Lupin
- 2005: Star Wars: Knights of the Old Republic II: The Sith Lords (PC, Xbox) als Malak
- 2005: Star Wars: Battlefront II (PC, PS2) als Darth Vader
- 2005: Star Wars: Republic Commando (PC, Xbox) als Klonberater CC-01/425
- 2006: Star Wars: Empire at War (PC) als Darth Vader
- 2008: Battlefield: Bad Company
- 2009: Dragon Age: Origins (PC, Xbox 360, PS3)
- 2010: Mass Effect 2 (PC, Xbox 360, PS3) als Zaeed Massani
- 2011: Deus Ex: Human Revolution (PC, Xbox 360, PS3) als David Sarif
- 2012: Mass Effect 3 (PC, Xbox 360, PS3, Wii U) als Zaeed Massani
- 2012: Hitman: Absolution als Benjamin Travis
- 2013: Baphomets Fluch: Der Sündenfall als Roman Medovsky
- 2016: Deus Ex: Mankind Devided als David Sarif

## Hörspiele (Auswahl)
- seit 1995: Die drei ??? als Inspektor Cotta
  - 1989–1994 in verschiedenen Rollen
- TKKG (verschiedene Rollen)
- Wendy als Gunnar Thorsteeg (Vater von Wendy) (Europa-Version)
- 2006–2007: DiE DR3i als Inspektor Milton